# 鹿師祖
鹿師祖（1715年10月19日—？），字式清，號廓亭，直隶定兴（今河北）人，蒙古族寶格氏，清朝政治人物，進士出身。

## 生平
浙江道監察御史鹿賓之孫。直隸正定府府學教授鹿遵祖、四川川北道按察副使鹿邁祖之弟。雍正十年（1732年）中壬子科順天鄉試舉人。乾隆十年（1745年）登乙丑科進士，授四川新津縣知縣。乾隆十八年（1753）任山西樂平县知縣（今昔陽）。任內修建成立文昌書院（今沾城書院）。官至山西洪洞縣知縣。